# Moritz Cantor
Pour les articles homonymes, voir Cantor.
Moritz Benedikt Cantor (23 août 1829 à Mannheim – 10 avril 1920 à Heidelberg), à ne pas confondre avec Georg Cantor, son compatriote et contemporain, est le premier professeur d'histoire des mathématiques en Allemagne. Il crée ou coédite plusieurs revues scientifiques allemandes de la fin du XIXe siècle.

## Biographie
Issu d'une famille d'émigrants portugais qui s'est établie aux Pays-Bas, Moritz Cantor a une santé si fragile que, ne pouvant suivre des cours à l'école, ses parents entreprennent de l'éduquer eux-mêmes. Il acquiert toutefois un tel niveau qu'il est admis au lycée de Mannheim avec un an d'avance. Il est ensuite étudiant à l'université de Heidelberg (1848) puis à Göttingen, où il suit les cours de Gauss et de Weber. Dans cette même université, Moritz Stern (1807-1894) éveille chez lui un intérêt pour la recherche historique.
Après sa soutenance de thèse à Heidelberg (1851), désireux d'assister aux conférences de Lejeune-Dirichlet, il part pour Berlin, où il suit aussi les cours de Jakob Steiner ; de retour à Heidelberg en 1853, il obtient l'agrément de privat-docent de l'université de cette ville avec un mémoire d'habilitation sur les « Principes de l'arithmétique élémentaire » (« Grundzüge einer Elementar-Arithmetik » ). Il épouse Telly Gerothwohl le 23 août 1868. Dès 1860, il enseigne l'histoire des mathématiques, et à partir 1875 son cours s'étale sur trois semestres.
Promu professeur suppléant en 1863, il devient professeur honoraire en 1877.

## Postérité
Cantor est l'un des fondateurs du « Kritische Zeitschrift für Chemie, Physik, und Mathematik ». En 1859, il s'associe à Schlömilch comme éditeur du « Zeitschrift für Mathematik und Physik », se chargeant des rubriques historiques et littéraires de ce journal réputé. Son zèle pour l'histoire des sciences est tel qu'en 1877, l'éditeur accepte la publication d'un supplément au Zeitschrift sous le titre de « Abhandlungen zur Geschichte der Mathematik » (« Contributions à l'histoire des mathématiques »).
Le sujet de thèse de Cantor, « Sur un système de coordonnées inhabituel » (« Über ein Weniger Gebräuchliches Coordinaten-System », 1851), ne laissait guère présager que l'histoire des sciences lui serait un jour redevable de véritables chefs-d'œuvre. Sa première étude significative dans la discipline est un article sur l'introduction des chiffres en Europe (« Über die Einführung Unserer Gegenwärtigen Ziffern in Europa »), publié dans le "Zeitschrift für Mathematik und Physik" (1856, vol. I). Son ouvrage fondamental, les « Leçons sur l'histoire des mathématiques » (« Vorlesungen über Geschichte der Mathematik ») en trois tomes (1880-1898), couvre l'histoire des mathématiques jusqu'en 1758, c'est-à-dire les débuts de Lagrange. Un quatrième tome, posthume, est en réalité rédigé à partir des notes de Cantor par Gino Loria, Kommerell, Florian Cajori, Eugen Netto, Vivanti etc. Cette somme comporte un certain nombre d'erreurs, corrigées en partie dans les annales du DMV de 1922 (F.Rudio). Sans doute Cantor eut-il des prédécesseurs dans l'histoire des mathématiques dès le XVIIIe siècle, à commencer par Lagrange lui-même, ou surtout Montucla (« Histoire des Mathématiques », 1re éd. 1758, rééd. 1799) mais, malgré quelques inexactitudes de gravité variable, plusieurs historiens le considèrent comme le véritable fondateur d'une discipline qui, avant lui, manquait de la méthode, de l'esprit critique et de la cohérence propres à la démarche historique.

## Œuvres
- « Vorlesungen über die Geschichte der Mathematik ». 4 vol. Leipzig (1880-1908)
- « Mathematische Beiträge zum Kulturleben der Völker ». Halle (1863)
- « Die römischen Agrimensoren und ihre Stellung in der Geschichte der Feldmeßkunst ». Leipzig (1876)
- « Karl Wilhelm Feuerbach ». Leipzig (1910)